# Betty Tollén
Betty Aurora Tollén, född 10 oktober 1922 i Gränna, död 8 mars 2014, var en svensk målare.
Tollén studerade konst för Gunnar Zilo i Jönköping och genom intensiva självstudier under flera år. Hon medverkade i Sveriges allmänna konstförenings vårsalong på Liljevalchs konsthall i slutet av 1950-talet och i utställningar med provinsiell konst. Hennes konst består av figurmotiv, stilleben och landskapsskildringar utförda i olja.